# Prothoénor
Dans la mythologie grecque, Prothoénor (en grec ancien Προθοήνωρ / Prothoếnor) est un des meneurs béotiens de la guerre de Troie.
Il est le fils d’Aréilycos (ou Archilycos) et le frère d’Arcésilaos. Selon Homère, il est tué pendant la guerre de Troie par Polydamas.

## Sources
- Homère, Iliade [détail des éditions] [lire en ligne] (II, v. 495 ; XIV v. 451) avec la scholie au vers 494.
- Diodore de Sicile, Bibliothèque historique [détail des éditions] [lire en ligne] (IV, 67).
- Hygin, Fables [détail des éditions] [(la) lire en ligne] (97, 9).
- Quintus de Smyrne, Suite d'Homère [détail des éditions] [lire en ligne] (X, v. 76).
- Dictys de Crète, Éphéméride de la guerre de Troie [détail des éditions] [lire en ligne] (I, 13 et 17).
- Tzétzès, Allegoriae Iliadis (v. 528 et suiv.).